# Episodi di The Powerpuff Girls (serie animata 2016) (prima stagione)
La prima stagione della serie animata The Powerpuff Girls è andata in onda negli Stati Uniti dal 4 aprile 2016 su Cartoon Network. In Italia è stata trasmessa in prima visione sempre su Cartoon Network dal 19 aprile 2016 ed in chiaro su Boing dal 16 gennaio 2017.
| nº | Titolo originale                     | Titolo italiano                         | Prima TV USA      | Prima TV Italia   |
| -- | ------------------------------------ | --------------------------------------- | ----------------- | ----------------- |
| 1  | Escape from Monster Island           | Fuga dall'isola dei Mostri              | 4 aprile 2016     | 10 maggio 2016    |
| 2  | Princess Buttercup                   | La Principessa Molly                    | 4 aprile 2016     | 19 aprile 2016    |
| 3  | The Stayover                         | Il Pijama Party                         | 5 aprile 2016     | 26 aprile 2016    |
| 4  | Painbow                              | Il mistero dell'arcobaleno              | 6 aprile 2016     | 24 maggio 2016    |
| 5  | Horn, Sweet Horn                     | Corno, dolce Corno                      | 7 aprile 2016     | 19 aprile 2016    |
| 6  | Man Up                               | Il Ragazzuomo                           | 8 aprile 2016     | 17 maggio 2016    |
| 7  | Bye Bye, Bellum                      | Ciao Ciao, Signorina Bellum             | 11 aprile 2016    | 3 maggio 2016     |
| 8  | Little Octi Lost                     | Il rapimento di Polipò                  | 12 aprile 2016    | 31 maggio 2016    |
| 9  | Strong Armed                         | Il Cyber-braccio                        | 13 aprile 2016    | 3 maggio 2016     |
| 10 | Power-Up Puff                        | Nuovi Poteri                            | 14 aprile 2016    | 17 maggio 2016    |
| 11 | Tiara Troublre                       | Il Concorso                             | 15 aprile 2016    | 10 maggio 2016    |
| 12 | The Wrinklegruff Gals                | Delle ragazze all'antica                | 21 aprile 2016    | 26 aprile 2016    |
| 13 | Arachno-Romance                      | Il Professore innamorato                | 28 aprile 2016    | 7 giugno 2016     |
| 14 | Puffdora's Pox                       | La Ragazza malvagia                     | 5 maggio 2016     | 7 giugno 2016     |
| 15 | Blue Ribbon Blues                    | La Fiera della Scienza                  | 12 maggio 2016    | 14 giugno 2016    |
| 16 | Frenemy                              | Nemiche-amiche                          | 19 maggio 2016    | 14 giugno 2016    |
| 17 | Once Upon a Townsville               | Alle principesse non servono i principi | 26 maggio 2016    | 21 settembre 2016 |
| 18 | Man Up 2: Still Man-ing              | Ragazzuomo colpisce ancora              | 30 maggio 2016    | 23 settembre 2016 |
| 19 | Viral Spiral                         | Il ritorno degli Ameba Boys             | 9 giugno 2016     | 22 settembre 2016 |
| 20 | Bubbles of the Opera                 | La Foto Scolastica                      | 16 giugno 2016    | 21 giugno 2016    |
| 21 | Sister Sitter                        | Sorella sitter                          | 23 giugno 2016    | 21 giugno 2016    |
| 22 | Odd Bubbles Out                      | Dolly l'intrusa                         | 1º settembre 2016 | 5 ottobre 2016    |
| 23 | Presidential Punchout                | Le elezioni del corpo studentesco       | 8 settembre 2016  | 28 settembre 2016 |
| 24 | Cheep Thrills                        | Il cucciolo di Cincillasauro            | 15 settembre 2016 | 19 settembre 2016 |
| 25 | Fashion Forward                      | Le Stilose                              | 19 settembre 2016 | 20 settembre 2016 |
| 26 | In the Garden of Good and Eddie      | Il bruco impacciato                     | 20 settembre 2016 | 26 settembre 2016 |
| 27 | Road Trippin'                        | La gelosia di Dolly                     | 21 settembre 2016 | 27 settembre 2016 |
| 28 | The Big Sleep                        | Il cuscino malefico                     | 22 settembre 2016 | 29 settembre 2016 |
| 29 | The Secret Life of Blossom Powerpuff | Il club della fantascienza              | 23 settembre 2016 | 30 settembre 2016 |
| 30 | Halt and Catch Silico                | Fermare e acciuffare Silico             | 8 ottobre 2016    | 28 gennaio 2017   |
| 31 | Secret Swapper of Doom               | L'indovino di carta                     | 15 ottobre 2016   | 24 maggio 2016    |
| 32 | Rainy Day                            | La macchina del tempo                   | 22 ottobre 2016   | 3 ottobre 2016    |
| 33 | The Squashening                      | La notte di Halloween                   | 27 ottobre 2016   | 4 febbraio 2017   |
| 34 | Electric Buttercup                   | La battaglia delle band                 | 28 novembre 2016  | 4 ottobre 2017    |
| 35 | Professor Proffed                    | A prova di professore                   | 29 novembre 2016  | 21 gennaio 2017   |
| 36 | Poorbucks                            | L'ingrediente segreto                   | 30 novembre 2016  | 21 gennaio 2017   |
| 37 | Snow Month                           | Yeti a Townsville                       | 1º dicembre 2016  | 31 maggio 2016    |
| 38 | Somewhere Over the Swingset          | Da qualche parte sull'altalena          | 2 dicembre 2016   | 28 gennaio 2017   |
| 39 | People Pleaser                       | La lista delle cose da fare             | 24 dicembre 2016  | 4 febbraio 2017   |